# Лорен Беколл
Бетті Джоан Перскі (англ. Betty Joan Perske), відома під псевдонімом Ло́рен Беко́лл (англ. Lauren Bacall; 16 вересня 1924 — 12 серпня 2014) — американська акторка кіно та театру, автобіографістка, речниця, модель. Лауреатка премій «Золотий глобус», «Тоні» та інших. Беколл була визнана однією з перших красунь Голлівуду, грала з Мерилін Монро у фільмі «Як вийти заміж за мільйонера» (1953). Її акторська кар'єра тривала майже до смерті.

## Життєпис
Народилася в Нью-Йорку в родині єврейських іммігрантів з Польщі та Німеччини. Її мати Наталі Вайнштейн працювала секретаркою, а батько Вільям Перскі займався торгівлею. Двоюрідним братом Бетті Перскі є президент Ізраїлю Шимон Перес.

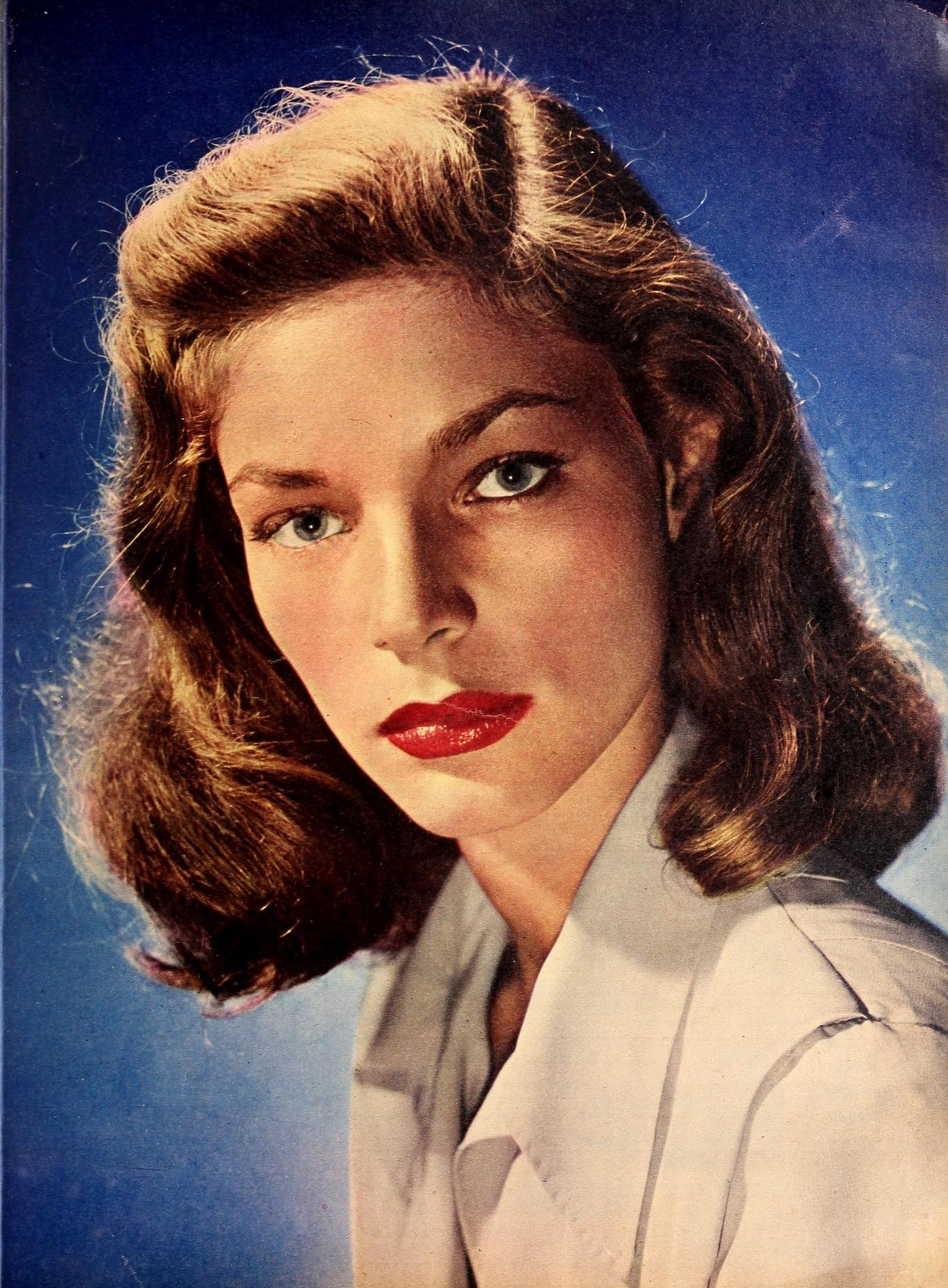
Лорен Беколл у 1946 році

Лорен Беколл починала кар'єру як фотомодель і до 19 років досягла такої популярності, що її запросили зніматися у фільмі «Мати й не мати» з Гамфрі Богартом. Незабаром вона одружилася з ним і зіграла разом ще в трьох картинах, втілюючи в 1940-х образи фатальних жінок, що принесли їй першу популярність. Після смерті Богарта в 1957 році була заручена з Френком Сінатрою, потім пошлюбила лауреата премії «Оскар» Джейсона Робардса («Одного разу на Дикому Заході»).
Під кінець 1960-х кінокар'єра Беколл стала «пробуксовувати», і вона зосередилася на роботі в театрі. З великим успіхом грала на Бродвеї у виставі «Аплодисменти», за яку в 1970 році отримала першу премію «Тоні». Серед фільмів цих років — детектив «Вбивство в Східному експресі» (1974) і вестерн «Найбільш влучний» (1976). У 1978 році стала бестселером перша частина автобіографічної трилогії Лорен Беколл.
Відзначивши 70-річний ювілей, Беколл повернулася до активної роботи в кіно. У 1993 році вона з Грегорі Пеком втілили літніх коханців у телефільмі «Портрет». За роль другого плану в мелодрамі Барбри Стрейзанд «У дзеркала два обличчя» (1996) нагороджена «Золотим глобусом». У тому ж році нагороджена призом «Сезар» за видатний внесок у розвиток кіномистецтва. З Ніколь Кідман зіграла у фільмах «Доґвіль» (2003) і «Народження» (2004). Продовжувала зніматися в кіно і озвучувати мультфільми.
Будучи переконаною прихильницею Демократичної партії, Беколл також часто з'являється в ток-шоу, їдко коментуючи сучасний стан американського кінематографу. У 2009 році удостоєна почесної премії «Оскар» за внесок у розвиток кіно.
У липні 2013 року Беколл виявила інтерес до фільму «Біда — моя справа». У листопаді вона приєдналася до англійського дубляжу анімаційного фільму StudioCanal «Ернест і Селестин». Її остання роль була у 2014 році як запрошена озвучка в епізоді Family Guy «Слово за мамою».

## Особисте життя
21 травня 1945 року Беколл одружилася з Гемфрі Богартом. Весілля та медовий місяць пройшли на фермі Малабар, Лукас, штат Огайо, у заміському будинку друга Богарта письменника Луїса Бромфілда. Під час перепису населення США 1950 року подружжя жило за адресою 2707 Benedict Canyon Drive у Беверлі-Гіллз зі своїм сином і нянькою. Беколл вказана як Бетті Богарт. Була одружена з Богартом до його смерті в 1957 році.
Під час зйомок «Африканської королеви» (1951) Беколл і Богарт подружилися з Кетрін Гепберн і Спенсером Трейсі. Вона почала спілкуватися в неакторських колах, подружившись з істориком Артуром Шлезінгером-молодшим і журналістом Алістером Куком. У 1952 році Лорен Беколл виступала з передвиборчою промовою кандидата в президенти від Демократичної партії Адлая Стівенсона. Разом з іншими діячами Голлівуду Беколл був рішучою противницею маккартизму.

## Фільмографія

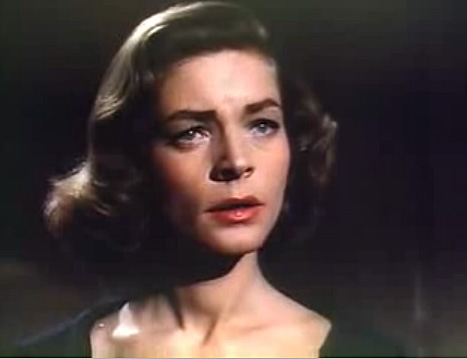
Беколл у фільмі Written on the wind 1956 року